# Kågeröd
Kågeröd ist ein Ort (tätort) in der südschwedischen Provinz Skåne län und der historischen Provinz Schonen. Er liegt in der Gemeinde Svalöv.

## Verkehrsanbindung
In Kågeröd kreuzen sich die Landstraßen (Länsväg) 109 und 106.
Durch Kågeröd verläuft die Bahnstrecke Godsstråket genom Skåne (auch Söderåsbanan). Die Strecke wird zur Zeit saniert und ab 2021 ist für den Ort ein eigener Haltepunkt für den Personenverkehr vorgesehen.

## Bildung
Kågeröd hat eine Schule bis zur Klassenstufe 6 mit ungefähr 225 Schülern.

## Sehenswürdigkeiten
In Kågeröd befindet sich eine aus dem 12. Jahrhundert stammende romanische Kirche. Südöstlich des Ortes gibt es mit dem Ring Knutstorp eine Motorsportrennstrecke sowie das Schloss Knutstorp. Der Astronom Tycho Brahe wurde hier am 14. Dezember 1546 geboren, seine Schwester Sophie Brahe am 24. August 1559. Beide sind auf dem Epitaph ihrer Eltern in der Kågeröds Kyrka abgebildet.

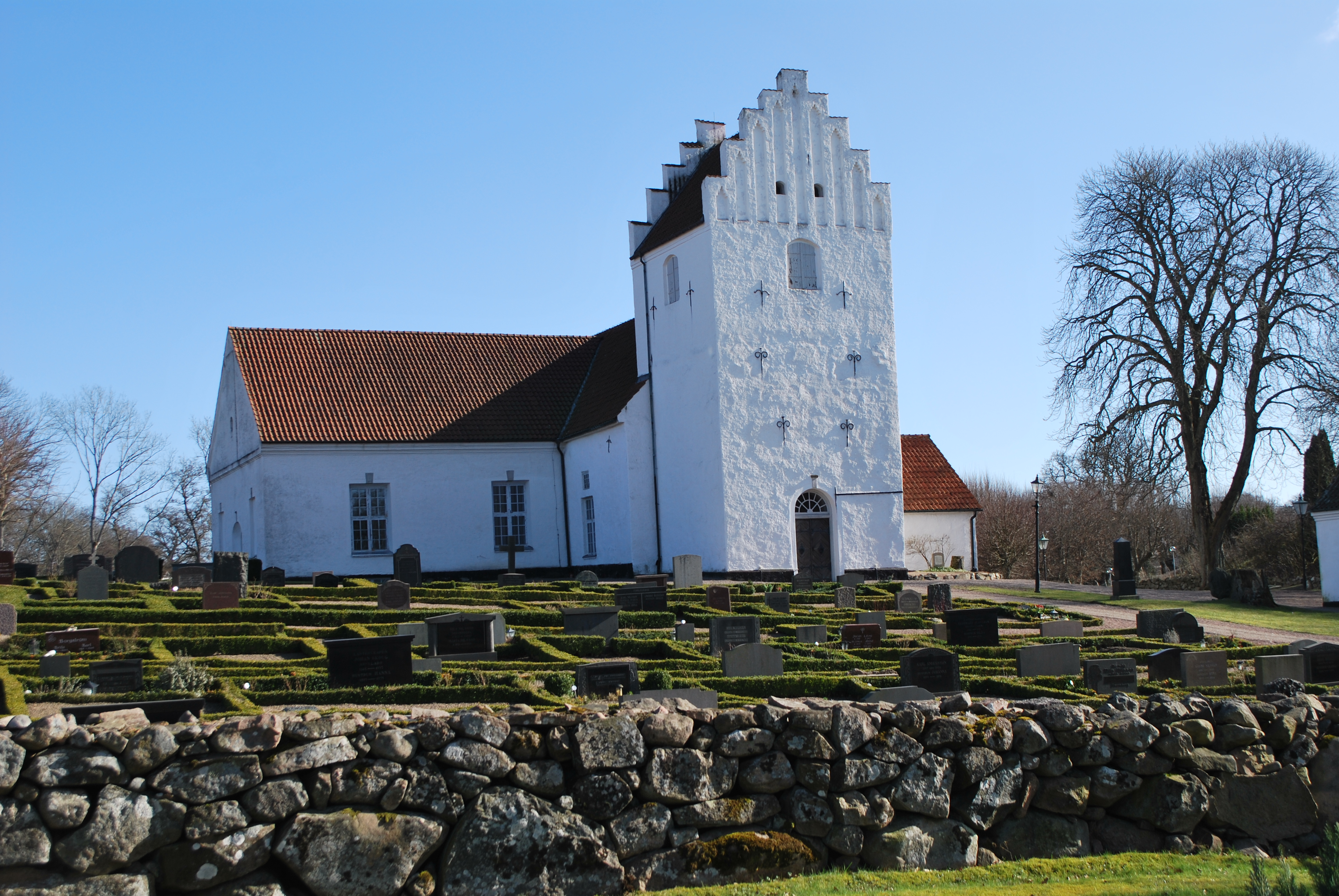
Kågeröds Kyrka
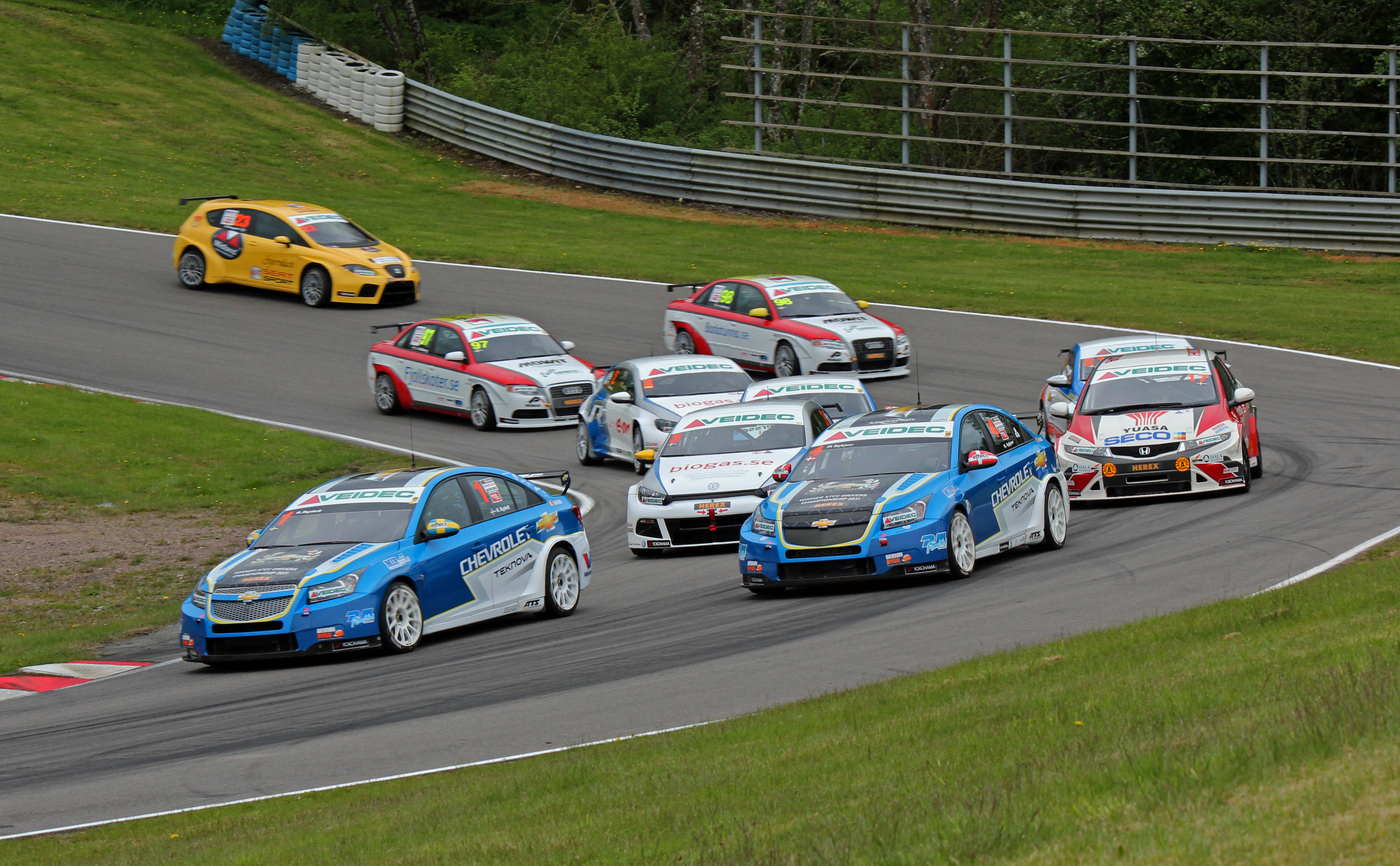
Rennen auf dem Ring Knutstorp (2012)
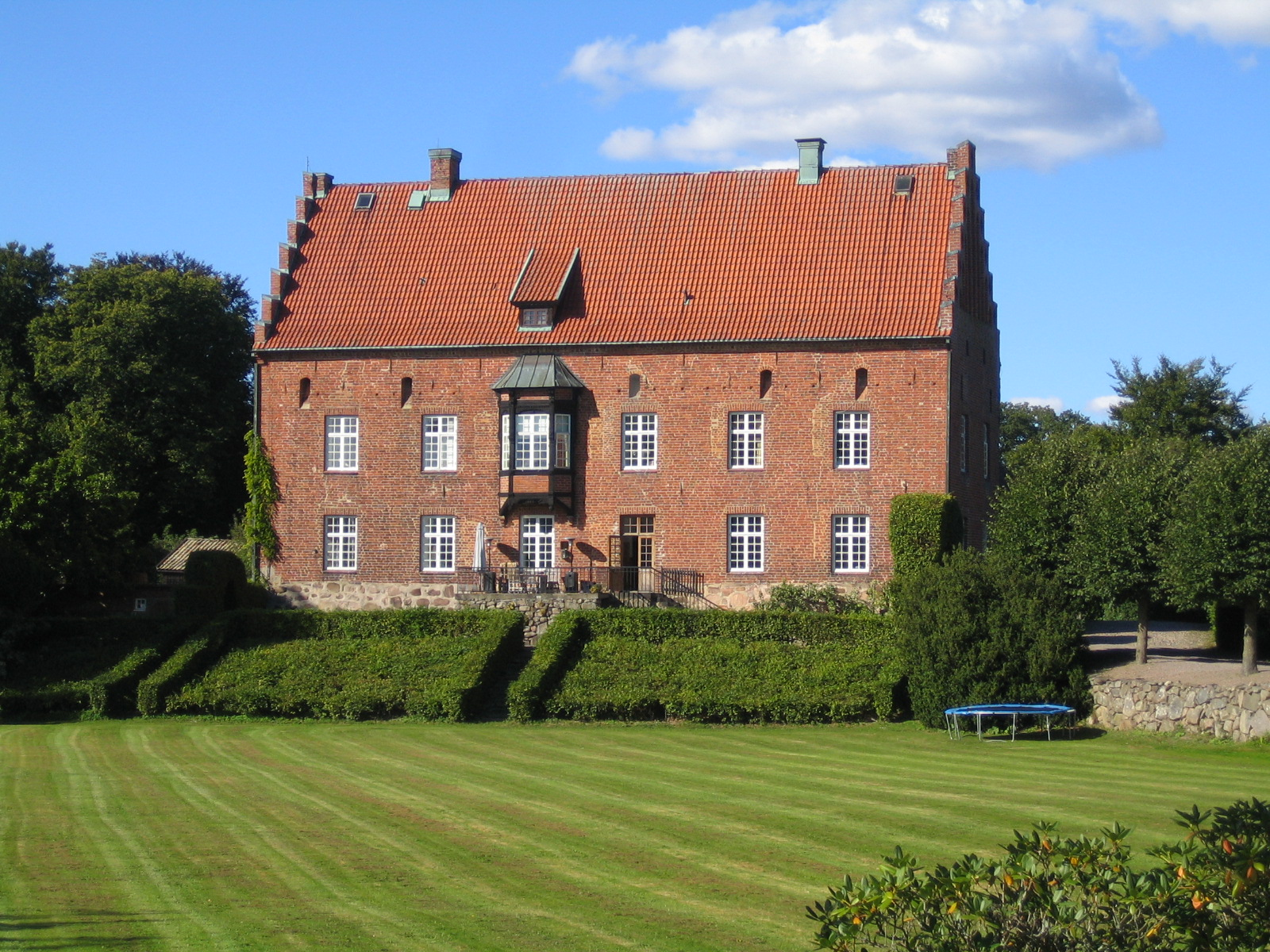
Schloss Knutstorp

## Söhne und Töchter des Ortes
- Tycho Brahe (1546–1601), Astronom